# Nothomiza viridis
Nothomiza viridis là một loài bướm đêm trong họ Geometridae.